# Centrum, Halmstad

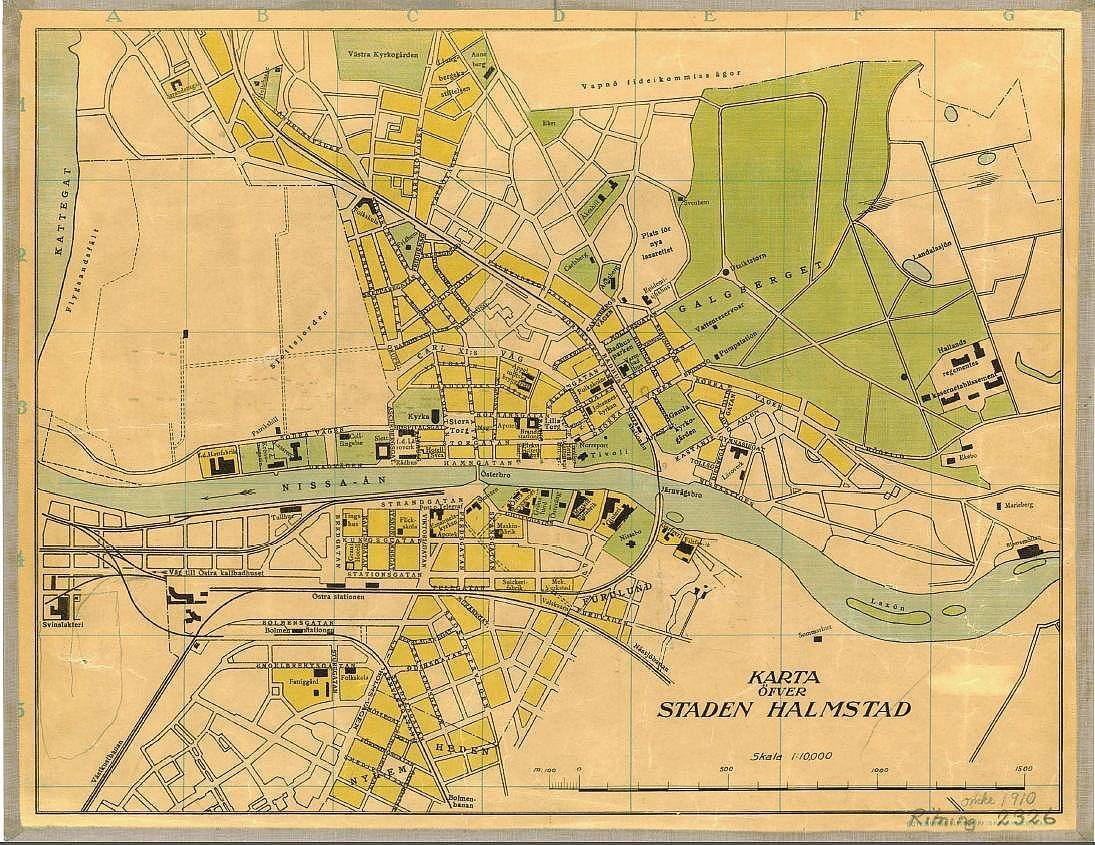
Karta över Halmstad, omkring 1910

Centrum är en del av Halmstads tätortsområde, som omfattar den historiska stadskärnan och en liten bit runtom denna fram till Järnvägsleden, Östra förstaden, Halmstad,  Söder, Slottsjorden på den västra sidan av Nissan, samt Gamletull, Nyatorp och Nyhem på den östra sidan av ån.
Av Centrum ingår den historiska stadskärnan, Norre katts park, Östra förstaden samt en strimma utmed Dragvägen på västra sidan av Nissan söder om Halmstads slott i ett 1989 av Riksantikvarieämbetet utpekat område för kulturmiljö av riksintresse.

## Historik
Den då danska staden Halmstad grundades på sin nuvarande plats på 1320-talet som en bebyggelse inom stadsvallar, vilka omkring år 1600 omvandlades till Halmstads stadsbefästning. Staden höll sig inom dessa vallar i vad som nu är den historiska stadskärnan fram till och med första hälften av 1800-talet. Först med järnvägens ankomst och industrialismen på 1870-talet började en planlagd expansion utanför de då redan från 1730-talet rivna vallarna. Stadsplanen för Östra förstaden utarbetades i början av 1880-talet och denna stadsdel bebyggdes därefter i huvudsak fram till 1910-talet.
Området Slottsjorden sydväst om innerstaden inkorporerades 1890 i Halmstads stad. Där hade dessförinnan uppförts ett mindre antal institutions- och industribyggnader. Staden försökte 
därefter under många år inköpa marken av staten, vilket till slut skedde 1927.
De östra delarna av Centrum började bebyggdes under första hälften av 1900-talet. Nyhem blev ett municipalsamhälle 1908 och inkorporerades i Halmstads stad 1928.